# Venenosaurus
Venenosaurus (do latim e grego, "lagarto veneno") é um dinossauro saurópode que viveu nos Estados Unidos há 112 milhões de anos, início do Cretáceo. Relativamente pequeno, esse braquiosaurídeo chegava a 10 metros de comprimento, 3 metros de altura e 7 toneladas.

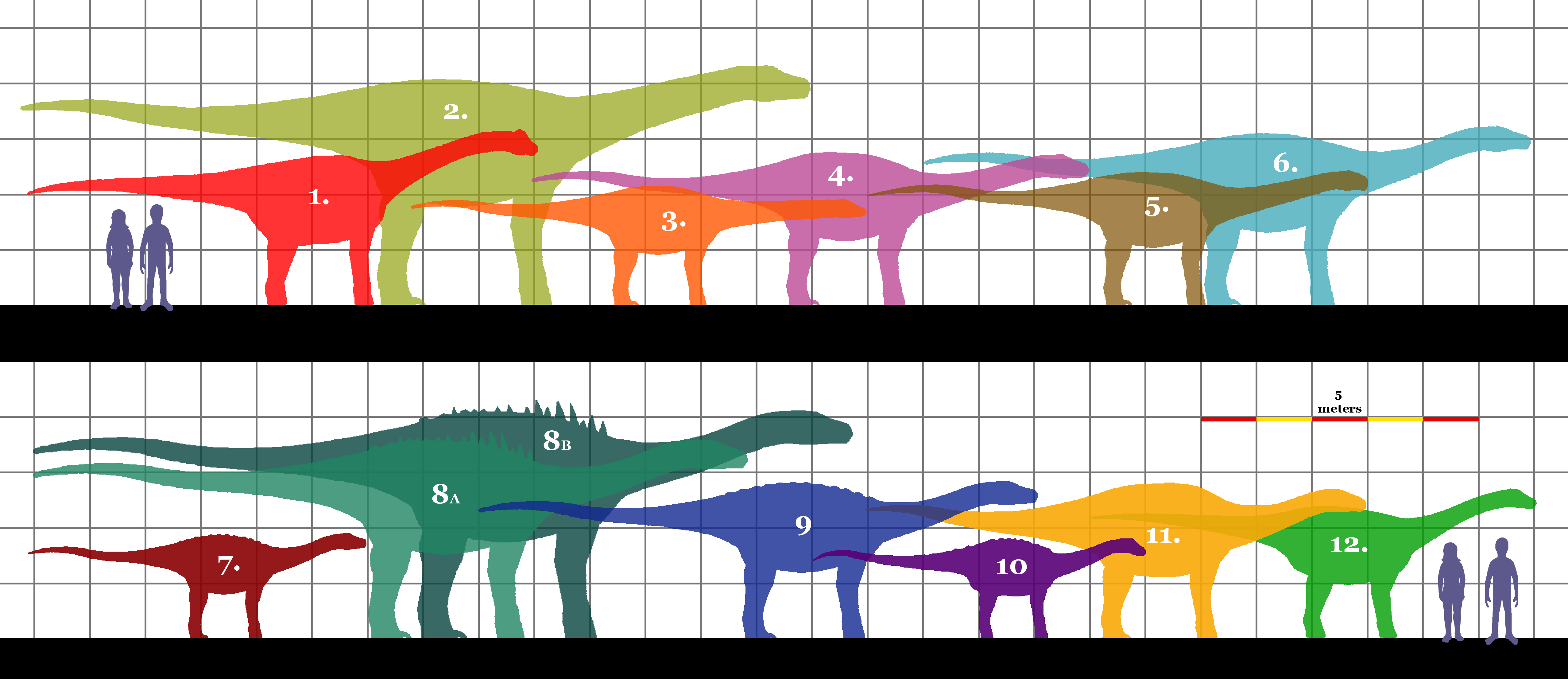
Comparação entre diversos dinossauros Saurópodes.O Venenassauro está representado pelo número 4.

O curioso nome do dinossauro foi dado em homenagem a Poison Strip formação rochosa localizada em Utah, local em que foi descoberto.Traduzido para o latim "poison" se tornou "venenum", que significa veneno.